# Pootsi
Pootsi is een plaats in de Estlandse provincie Pärnumaa, sinds november 2017 behorend tot de gemeente Pärnu, komende uit landgemeente Tõstamaa. De plaats heeft de status van dorp (Estisch: küla).

## Bevolking
Het dorp had 75 inwoners op 31 december 2011 en 82 inwoners op 31 december 2021.

## Geboren
- Platon Kulbusch (1869–1919), orthodox bisschop en heilige

## Foto's

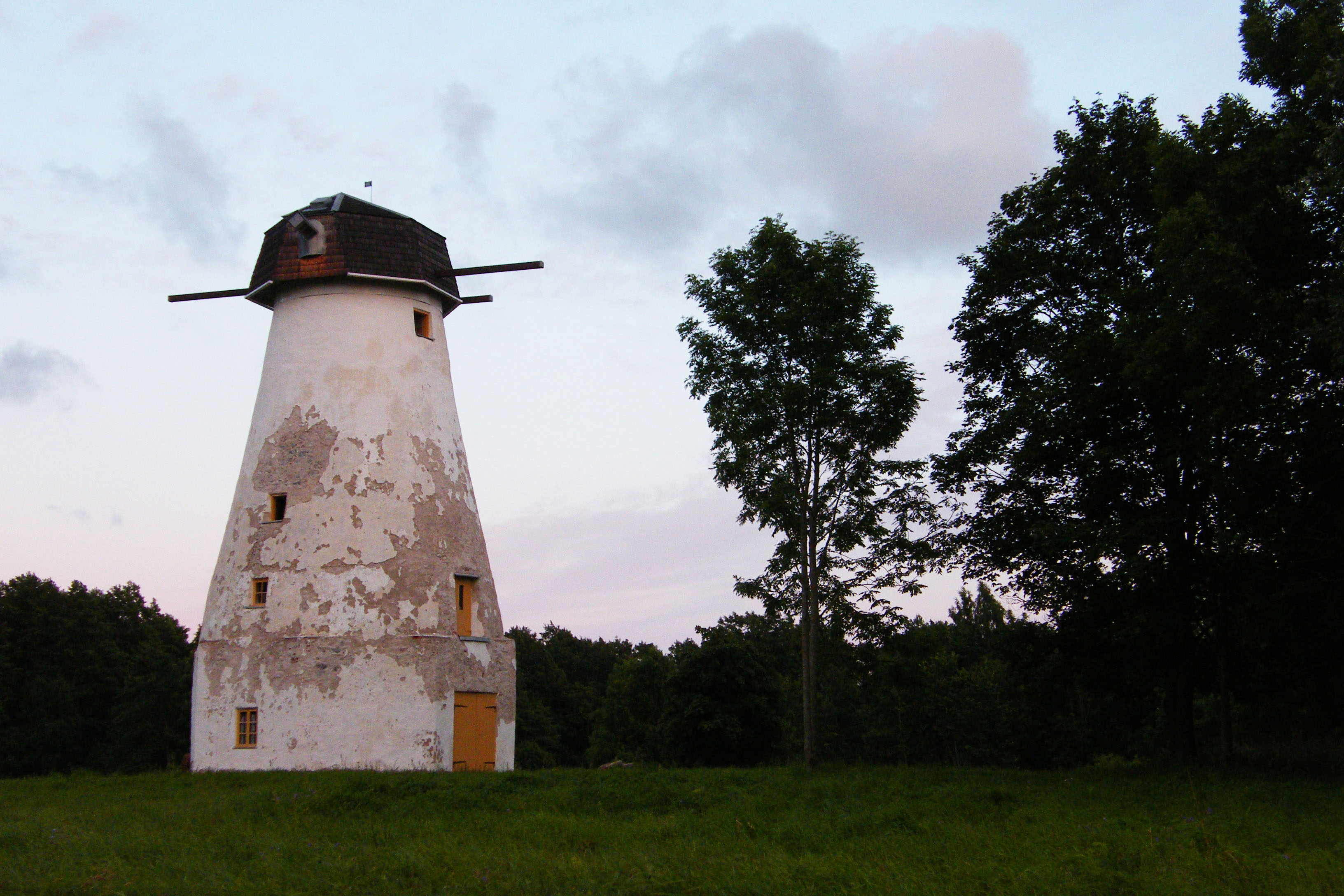
molen
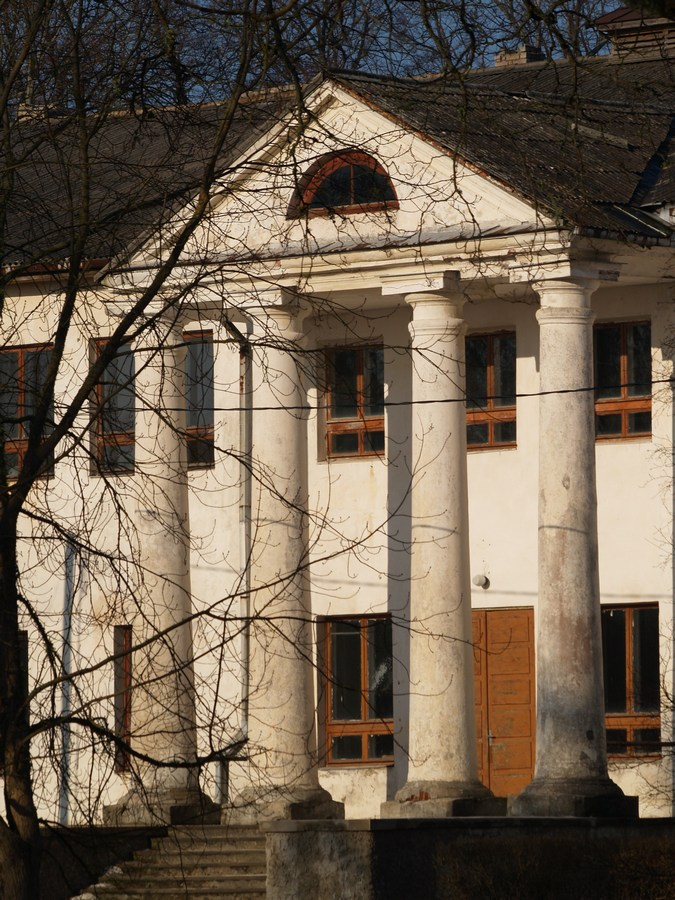
manoir
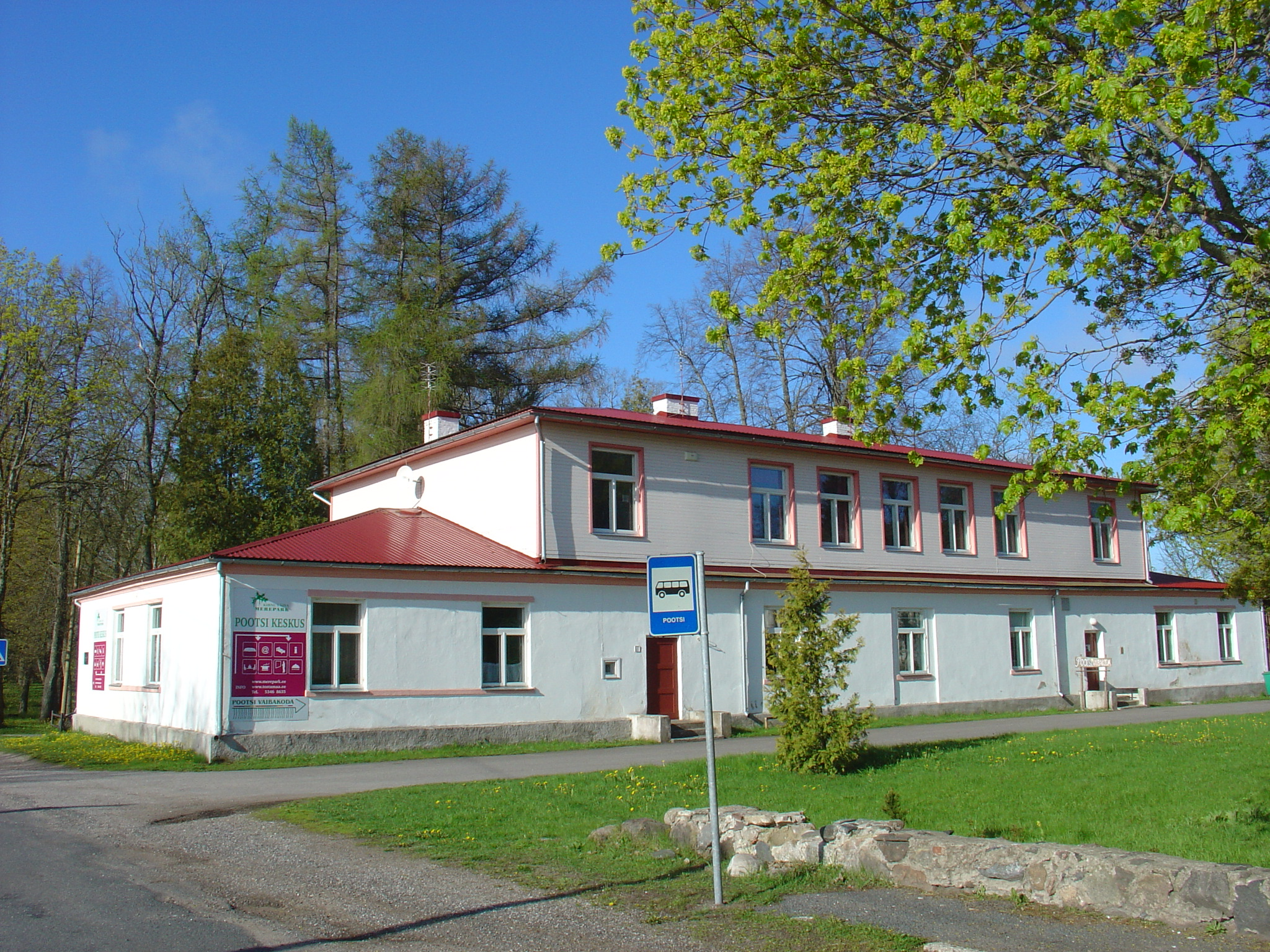
centrum
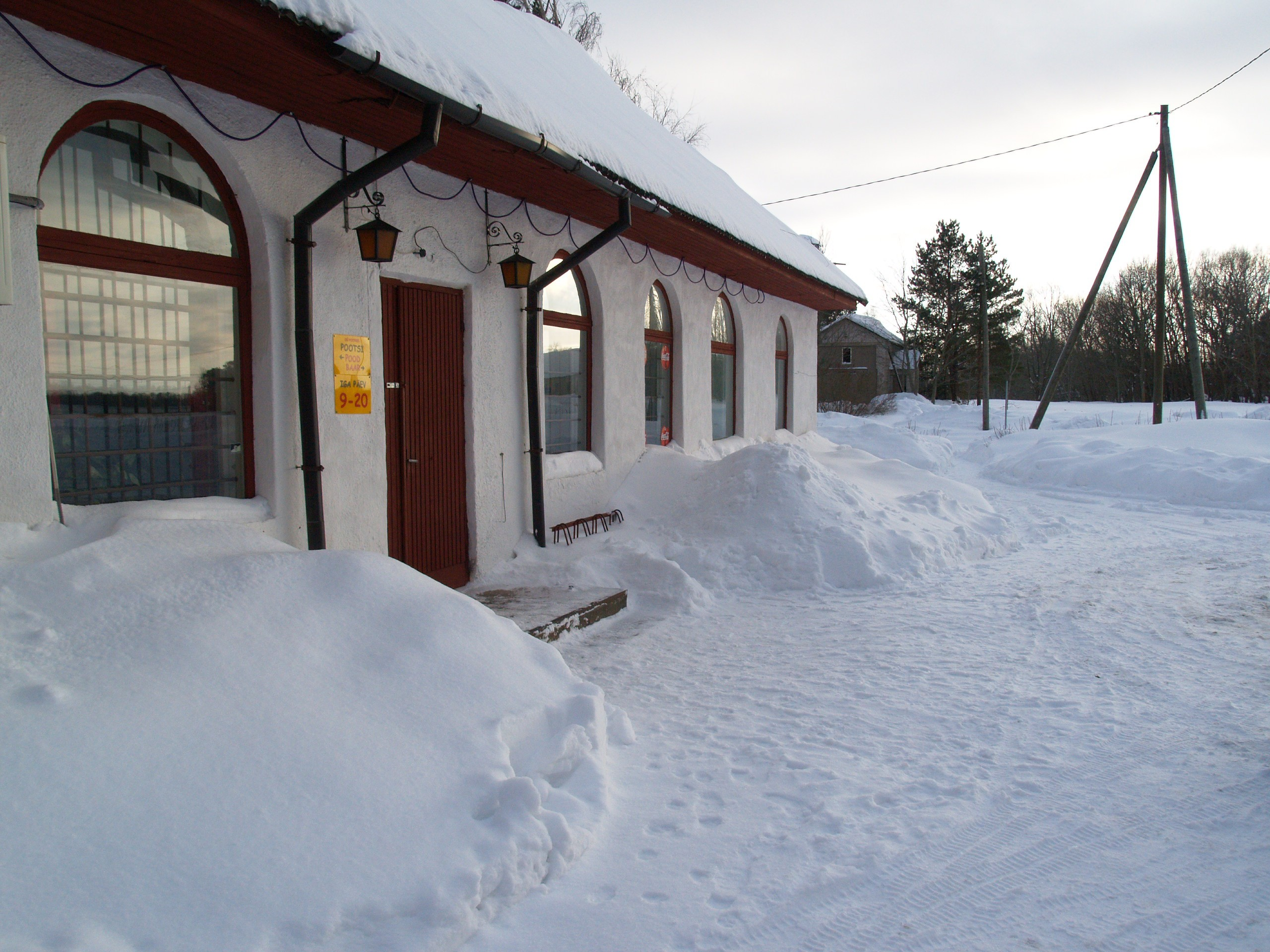
winkel